# دنیل سالواتیرا
دنیل سالواتیرا (انگلیسی: Daniel Salvatierra؛ زادهٔ ۲۳ فوریهٔ ۱۹۹۰) بازیکن فوتبال اهل آرژانتین است.
از باشگاه‌هایی که در آن بازی کرده‌است می‌توان به باشگاه فوتبال نیولز اولد بویز اشاره کرد.